# Eparquía de San Juan XXIII de Sofía
La eparquía de San Juan XXIII de Sofía para los católicos bizantino-eslavos en Bulgaria (en latín: Eparchia Sancti Ioannis XXIII Sophien(sis) y en búlgaro: Софийската епархия Свети Йоан XXIII) es una circunscripción eclesiástica bizantina búlgara de la Iglesia católica en Bulgaria, inmediatamente sujeta a la Santa Sede. La eparquía tiene al obispo Jristo Proikov como su ordinario desde el 11 de octubre de 2019. 

## Territorio y organización

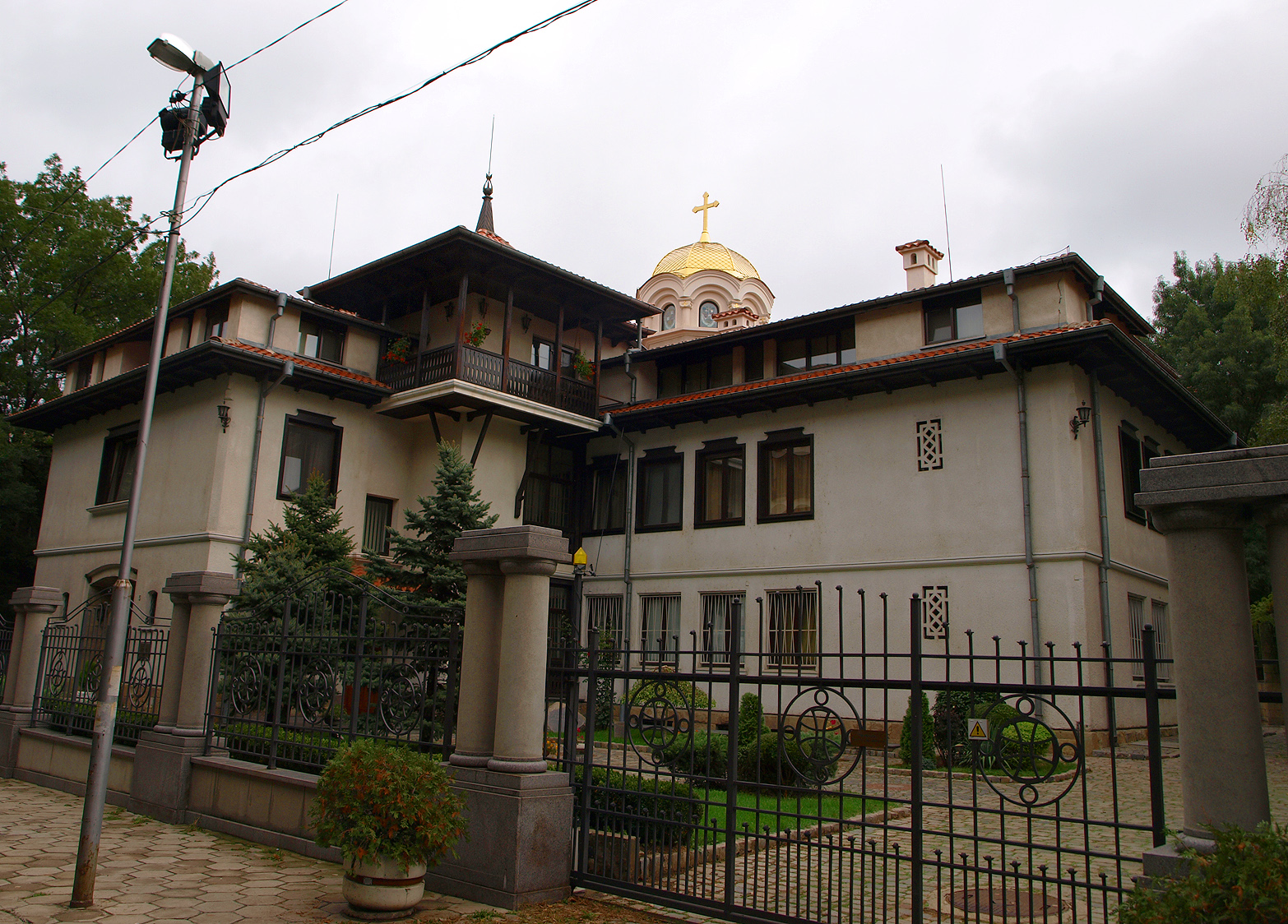
La sede episcopal en Sofía

La eparquía tiene 110 994 km² y extiende su jurisdicción sobre los fieles católicos de rito bizantino eslavo residentes en todo el territorio de Bulgaria.
La sede de la eparquía se encuentra en la ciudad de Sofía, en donde se halla la Catedral de la Dormición.
En 2020 en la eparquía existían 17 parroquias:
- Catedral de la Asunción (Успение Богородично), en Sofía (creada en 1924)
- Parroquia Ascensión del Señor (Възнесение Господне), en Plovdiv (creada en 1931)
- Parroquia de la Asunción (Успение Богородично), en Burgas (creada por refugiados de Tracia Oriental y de Kilkis a fines de la década de 1920)
- Parroquia de los Santos Cirilo y Metodio (Св. св. Кирил и Методий), en Stara Zagora (creada en 1899)
- Parroquia de los Santos Cirilo y Metodio (Св. св. Кирил и Методий), en Yambol
- Parroquia de la Santísima Trinidad (Света Троица), en Malko Tarnovo, provincia de Burgas (creada en 1862)
- Parroquia de Santa Ana (Света Анна), en Shumen
- Parroquia de San José (Свети Йосиф), en Kazanlak, provincia de Stara Zagora (creada en 1921)
- Parroquia de la Asunción (Успение Богородично), en Prisadetz, provincia de Yambol
- Parroquia de la Asunción (Успение Богородично), en Novo Delchevo, provincia de Blagoevgrad (creada en 1929 por refugiados de Kilkis)
- Parroquia de la Asunción (Успение Богородично), en Pokrovan, provincia de Kardzhali
- Parroquia de la Santísima Trinidad (Света Троица), en Kuklen, provincia de Plovdiv (creada en 1933 por refugiados de Kilkis)
- Parroquia de San José (Свети Йосиф), en Pravdino, provincia de Yambol
- Parroquia de Santa Teresa del Niño Jesús (Света Тереза на Младенеца Исус), en Granitovo, provincia de Yambol[1]

### Monasterios y otras comunidades religiosas
- Monasterio de San José, Sofía (Hermanas eucarísticas)
- Monasterio del Espíritu Santo, Sofía (Hermanas carmelitas)
- Monasterio de la Santísima Virgen Reina de la Paz, Plovdiv (Hermanas asuncionistas)
- Padres salesianos de Don Bosco, Kazanlak, provincia de Stara Zagora
- Padres agustinos, Plovdiv
- Padres de la Resurrección, Malko Tarnovo, provincia de Burgas
- Movimiento Focolar, Sofía

## Historia
Luego de la Primera Guerra Mundial el intercambio de población hizo que la mayoría de los búlgaros huyera a la actual Bulgaria, quedando la nueva Turquía libre de católicos bizantinos búlgaros. Debido a la nueva situación, la Iglesia católica bizantina búlgara fue reorganizada en 1926 suprimiéndose los 3 vicariatos apostólicos existentes. El 28 de octubre de 1926 el papa erigió el exarcado apostólico de Sofía para el cuidado pastoral de los católicos bizantino-eslavos en Bulgaria (en latín: Exarchatus Apostolicus Sophiae y en búlgaro: Софийска апостолическа екзархия), participando en su establecimiento el arzobispo Angelo Roncalli, futuro papa Juan XXIII, quien en 1925 fue nombrado visitador apostólico, y luego delegado apostólico en Bulgaria hasta 1934. El 31 de julio de 1926 fue designado el primer exarca apostólico de Sofía, Kyril Stefan Kurteff, quien ocupó el cargo hasta 1942.
En abril de 1941 Bulgaria invadió Yugoslavia y anexó la Macedonia yugoslava hasta octubre de 1944. Durante ese tiempo los 3000 greco-católicos de Macedonia quedaron bajo dependencia del exarcado católico bizantino de Sofía, retornando después a la eparquía de Križevci. Cuando al final de la Segunda Guerra Mundial el comunismo tomó el poder en Bulgaria, la Iglesia católica bizantina búlgara no fue abolida, pero quedó sujeta a severas restricciones. 
El 11 de octubre de 2019 el papa Francisco elevó el exarcado apostólico a eparquía de San Juan XXIII de Sofía.

## Estadísticas
De acuerdo al Anuario Pontificio 2021 la eparquía tenía a fines de 2020 un total de 10 000 fieles bautizados.
| Año                                                                             | Población            | Población | Población      | Sacerdotes | Sacerdotes    | Sacerdotes    | Bautizados por sacerdote | Diáconos permanentes | Religiosos | Religiosos | Parroquias |
| Año                                                                             | Bautizados católicos | Total     | % de católicos | Total      | Clero secular | Clero regular | Bautizados por sacerdote | Diáconos permanentes | Varones    | Mujeres    | Parroquias |
| ------------------------------------------------------------------------------- | -------------------- | --------- | -------------- | ---------- | ------------- | ------------- | ------------------------ | -------------------- | ---------- | ---------- | ---------- |
| 1969                                                                            | ?                    | 8 500 000 | ?              | 8          | 8             |               | 0                        |                      |            | 21         | 20         |
| 1988                                                                            | 15 000               | ?         | ?              | 20         | 12            | 8             | 750                      |                      | 16         | 40         | 18         |
| 1999                                                                            | 15 000               | ?         | ?              | 16         | 6             | 10            | 937                      |                      | 10         | 39         | 20         |
| 2000                                                                            | 15 000               | ?         | ?              | 15         | 5             | 10            | 1000                     |                      | 10         | 40         | 20         |
| 2001                                                                            | 15 000               | ?         | ?              | 17         | 5             | 12            | 882                      |                      | 14         | 40         | 20         |
| 2002                                                                            | 15 000               | ?         | ?              | 18         | 5             | 13            | 833                      |                      | 15         | 40         | 10         |
| 2003                                                                            | 10 000               | ?         | ?              | 19         | 5             | 14            | 526                      |                      | 14         | 40         | 10         |
| 2004                                                                            | 10 000               | ?         | ?              | 21         | 6             | 15            | 476                      |                      | 15         | 40         | 21         |
| 2009                                                                            | 10 000               | ?         | ?              | 21         | 5             | 16            | 476                      |                      | 20         | 38         | 21         |
| 2010                                                                            | 10 000               | ?         | ?              | 22         | 6             | 17            | 434                      |                      | 21         | 39         | 22         |
| 2013                                                                            | 10 000               | ?         | ?              | 20         | 4             | 16            | 500                      |                      | 18         | 37         | 13         |
| 2016                                                                            | 10 000               | ?         | ?              | 17         | 4             | 13            | 588                      |                      | 15         | 27         | 16         |
| 2019                                                                            | 10 000               |           |                | 16         | 3             | 13            | 625                      |                      | 14         | 25         | 16         |
| 2020                                                                            | 10 000               |           |                | 17         | 3             | 14            | 588                      |                      | 15         | 25         | 17         |
| Fuente: Catholic-Hierarchy, que a su vez toma los datos del Anuario Pontificio. |                      |           |                |            |               |               |                          |                      |            |            |            |

## Episcopologio

### Exarcas apostólicos
- Kyril Stefan Kurteff † (31 de julio de 1926-30 de mayo de 1941 renunció)
- Ivan Garufaloff, C.R. † (6 de julio de 1942-7 de agosto de 1951 falleció)
- Kyril Stefan Kurteff † (27 de abril de 1951-9 de marzo de 1971 falleció) (por la segunda vez)
- Metodi Dimitrov Stratiev, A.A. † (9 de marzo de 1971 por sucesión-5 de septiembre de 1995 retirado)
- Jristo Proikov, (5 de septiembre de 1995 por sucesión-11 de octubre de 2019 nombrado eparca)[6]

### Eparcas
- Jristo Proikov, desde el 11 de octubre de 2019